# Scybalista byzesalis
Scybalista byzesalis là một loài bướm đêm trong họ Crambidae.